# Le Pavot rouge
 (novembre 2014).
Si vous disposez d'ouvrages ou d'articles de référence ou si vous connaissez des sites web de qualité traitant du thème abordé ici, merci de compléter l'article en donnant les références utiles à sa vérifiabilité et en les liant à la section « Notes et références ».
 (novembre 2014).
- Si vous ne connaissez pas le sujet, laissez ce bandeau (vous pouvez alors contacter les auteurs).
- Si vous supprimez le contenu mis en cause (vous pouvez préalablement contacter les auteurs),

argumentez précisément cette suppression dans la page de discussion
(un manque de référence n'est pas un argument ; une recherche réelle de référence doit avoir été effectuée, être formellement documentée).

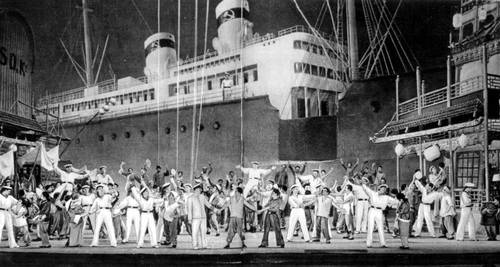
Scène du ballet

Le Pavot rouge (Красный мак) est un ballet russe en 3 actes et 8 tableaux avec apothéose de Vassili Tikhomirov (2 act) et Lev Lachtchiline (1 et 3 acts), écrit sur un livret de Mikhaïl Kourilko et une musique de Reinhold Glière.

## Discographie au 10/07/2015
St Petersburg State Symphony Orchestra dirigé par André Anichanov, en 1994 (2 CD / Naxos).

## Historique
Le Pavot rouge a connu sa première représentation le 14 juin 1927 au Bolchoï, sur un livret et dans des décors de Mikhaïl Kourilko. Le scénario tient de Carmen et de Madame Butterfly. Le sujet traite de l’idylle d’un capitaine de vaisseau russe et d’une danseuse chinoise de cabaret, le tout sur fond de révolte des Boxers et de fraternisation des troupes révolutionnaires soviétiques dans un empire dominé par les danses occidentales, charleston et foxtrot. La danseuse jette au capitaine un pavot rouge, elle lui sauve la vie au troisième acte pendant la révolte, tandis que son « patron » tire sur elle profitant du désordre populaire : en mourant, elle tend à une petite fille la même fleur, symbole ambigu de liberté.
La thématique musicale emprunte aux gammes pentatoniques et aux mélodies chinoises, y oppose des danses coloniales décadentes, comme celles que découvrent les footballeurs de L'Âge d'or de Chostakovitch quelques années plus tard, sans oublier un peu de musique de bataille n’excluant pas la citation de L'Internationale.
En même temps qu’il se situe dans l’imagerie révolutionnaire héritée d’Eisenstein, et élève au rang d’icône la représentation du marin russe, Glière se réfère au conte de fée, donnée récurrente du ballet de l'époque impériale, expression imprécise à travers laquelle tous les sentiments peuvent s’exprimer en plein jour, puisqu’ils ne sont que les conséquences de circonstances magiques et que chacun peut y comprendre ce qu’il veut.
L’acte II est donc une fantasmogorie alanguie et romantique traversée de visions d’opiomanes, bouddhas d’or et cargo rose, où chacun apporte sa propre histoire. Il culmine dans l’Adagio des quatre déesses, moment de simplicité sublimée, comme peut l’être le pas de deux du deuxième acte de Casse-noisette.
L’orchestration et même la structure de ce ballet a considérablement influencé toute la production qui lui succède : il n’a d’ailleurs jamais quitté la scène russe et demeure à l’origine de quelques légendes de la danse. Lors de la reprise, la première du 27 avril 1928 fut marquée par le suicide de deux danseuses du corps de ballet qui se précipitèrent, poignets liés, du haut des cintres, juste avant le dernier rideau, au moment où l’orchestre entonne la citation de l’Internationale. On prétendit que les demoiselles étaient amoureuses de Kourilko, alors cinquantenaire et borgne.
Après avoir été quelque temps un coquelicot, le pavot trop connoté devint « la fleur rouge » en 1957.
Une nouvelle édition du ballet a été organisée le 12 février 2010 en Italie, à l'Opéra de Rome.